# Tenebroides turkestanicus
Tenebroides turkestanicus is een keversoort uit de familie schorsknaagkevers (Trogossitidae). De wetenschappelijke naam van de soort werd in 1972 gepubliceerd door Jelinek.